# Petrivske, Kozeleț
Petrivske (în ucraineană Петрівське) este o comună în raionul Kozeleț, regiunea Cernihiv, Ucraina, formată numai din satul de reședință.

## Demografie
Componența lingvistică a comunei Petrivske
     Ucraineană (98,52%)
     Rusă (1,35%)
     Alte limbi (0,13%)
Conform recensământului din 2001, majoritatea populației comunei Petrivske era vorbitoare de ucraineană (98,52%), existând în minoritate și vorbitori de rusă (1,35%).